# Mare d’Ossolo
Die Mare d’Ossolo (auch: Mare de N’Solo) ist ein See in der Gemeinde Téra im Westen Nigers.

## Geographie
Die Mare d’Ossolo befindet sich rund 30 Kilometer nordwestlich des Stadtzentrums von Téra, der Hauptstadt des gleichnamigen Departements Téra in der Region Tillabéri. Die Fläche des Sees schwankt je nach Jahreszeit stark. Im Dezember erreicht sie etwa 80 Hektar und hat eine annähernd ovale Form.
Der Dargol, ein Nebenfluss des Stroms Niger, durchfließt die Mare d’Ossolo. An ihrem Westufer erstreckt sich auf tonigem Boden ein großes bewaldetes Feuchtgebiet. Der See liegt klimatisch in der Sahelzone. Die prägenden Winde sind der Harmattan und der Monsun.

## Besiedlung
In der Umgebung des Sees leben Songhai, Fulbe und Iklan. Ein Hauptdorf der Songhai ist Bégorou Tondo, das 1786 Einwohner bei der Volkszählung 2012 zählte. Die Fulbe und Iklan leben traditionell halbnomadisch. Die Fulbe bewohnen mehrere Lager im Westen des Sees. Die Iklan, ehemals Sklaven der Tuareg von Bankilaré, siedeln im Süden und Südwesten der Mare d’Ossolo.

## Ökologie

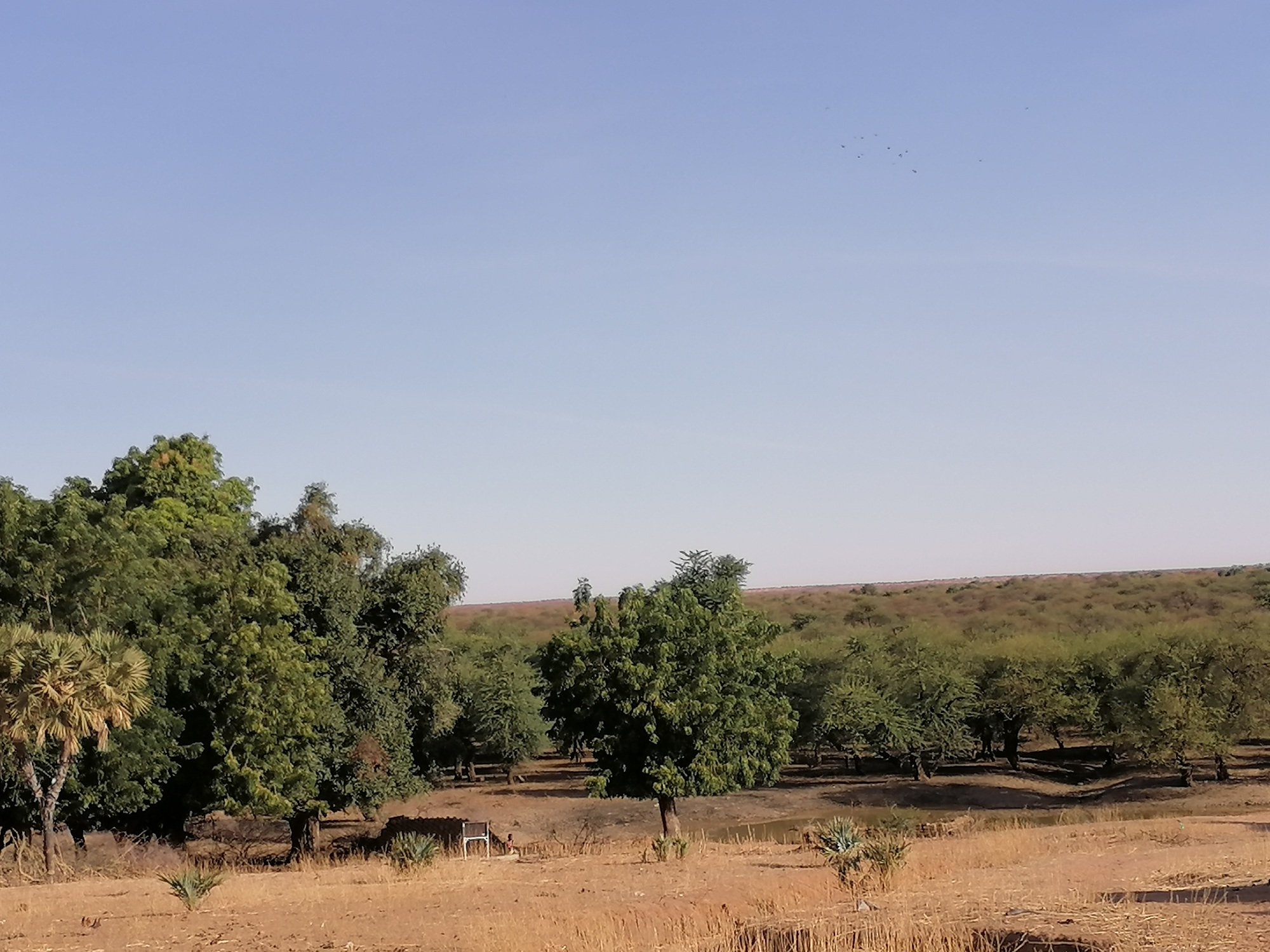
Bäume bei der Mare d’Ossolo (2023)

Raubwelse und Afrikanische Lungenfische werden häufig aus dem See gefischt. Die vielfältige Vogelwelt umfasst Wasservögel, darunter Zugvögel, sowie Landvögel wie das Helmperlhuhn, weitere Hühnervögel und Tauben. Zu den wichtigsten Säugetieren an der Mare d’Ossolo zählen die Rotstirngazelle, der Goldschakal und der Fennek. An Reptilien anzutreffen sind der Nördliche Felsenpython, der Nilwaran und der Steppenwaran.
Im bewaldeten Gebiet beim See wurden 110 Pflanzenarten, darunter 34 Baumarten, gezählt. Die häufigsten Baumarten sind die Arabische Gummi-Akazie, die Wüstendattel, die Seyal-Akazie und Mitragyna inermis. Das weitere Umland ist eine Steppenlandschaft mit nicht flächendeckender krautiger Vegetationsbedeckung.
Die Mare d’Ossolo steht auf der Tentativliste zum UNESCO-Welterbe. Die Stätte wurde am 26. Mai 2006 mit einer Fläche von 9000 Hektar bei der UNESCO vorgeschlagen.

## Wirtschaftliche Bedeutung
Die Mare d’Ossolo gehört neben dem Stausee bei der Téra-Talsperre und der Mare de Tabalak zu den wichtigsten für die Fischerei genutzten stehenden Gewässern in Niger. Die Bevölkerung der umliegenden Weiler praktiziert die Fischerei von November bis Februar. Die Fische kommen, nachdem sie von Frauen geräuchert wurden, auf den Märkten der Dörfer in der Umgebung und über Fischgroßhändler im Stadtzentrum von Téra in den Handel. Das Land um den See ist zudem für die Weidewirtschaft von Bedeutung.